# Metabus
Pour le personnage de la mythologie romaine, voir Metabus (Énéide).
Genre
Synonymes
- Metargyra F. O. Pickard-Cambridge, 1903

Metabus est un genre d'araignées aranéomorphes de la famille des Tetragnathidae.

## Distribution
Les espèces de ce genre se rencontrent en Amérique, du Mexique à la Guyane.

## Liste des espèces
Selon World Spider Catalog (version 16.5, 14/12/2015) :
- Metabus conacyt Álvarez-Padilla, 2007
- Metabus debilis (O. Pickard-Cambridge, 1889)
- Metabus ebanoverde Álvarez-Padilla, 2007
- Metabus ocellatus (Keyserling, 1864)

## Publication originale
- O. Pickard-Cambridge, 1899 : Arachnida. Araneida. Biologia Centrali-Americana, Zoology, London, vol. 1, p. 289-304 (texte intégral).